# Agar.io
Agar.io је масивна мултиплејер онлајн акциона игра коју је направио Матеус Валадарес. Играчи управљају својеврсном ћелијом на мапи која представља Петријеву шољу. Циљ је добити што више на маси односно површини једући агар и ћелије мање од играчеве ћелије, при томе избегавајући оне веће које могу да поједу играчеву ћелију. Име долази од желатинозне супстанце агар, која се користи за узгајање култура бактерија ради проучавања.
Игра је добила позитивне критике; критичари су посебно похвалили њену једноставност, компетитивност и механику, док су негативне критике везане за понављајући гејмплеј. Понајвише због усменог ширења преко друштвених мрежа, постала је вирални успех и једна од најпопуларнијих веб и мобилних игара током своје прве године. Стим верзија је најављена 3. маја 2015 (иако је изашла тек 2018. године), а мобилну верзију Agar.io за iOS и Андроид објавио је Миниклип — 24. јула 2015. године.

## Играње
Циљ игре Agar.io је повећавати своју ћелију унутар Петријеве посуде, гутајући насумично генерисане ’пелете’ (агар), који помало повећавају масу ћелије, и друге од себе мање ћелије, при чему се не сме дозволити да играча прогута већа ћелија која има исти циљ. Верзија за браузер тренутно има четири мода игре: FFA (енгл. Free-for All — досл. „слободно за све”), тимови, експериментално и парти. Мобилна верзија игре укључује FFA и раш мод. Циљ игре је да се добије највећа ћелија; играчи морају рестартовати игру ако им неко поједе ћелију. Такође, играчи могу да промене изглед ћелије с предефинисаним речима, фразама, симболима или скиновима. Што ћелија има већу масу, то ће се спорије кретати. Ћелије постепено губе мале количине масе, временом.
Вируси су зелени, бодљикави кругови који раздвајају ћелије које су веће од њих на мале делове (16 или мање, у зависности од масе); мање ћелије се могу сакрити испод вируса ради заштите од већих ћелија. Ћелије у 16 делова могу да једу вирусе без раздвајања, с тим да је обично опасно кретање у много делова, пошто су ћелије мање и теже их је јести. Вируси су иначе насумично генерисани, али играчи могу да створе и нове хранећи постојеће, од. избацујући мали део играчеве масе у вирус неколико пута, због чега се вирус раздваја и ствара нови вирус.
Играчи могу да раздвоје своје ћелије на два дела притискајући дугме Space, а једна од две једнако подељене ћелије тада се ’испаљује’ у смеру курсора (максимум од 16 подељених ћелија). Ово се може користити као напад с одређеним дометом да би ћелија дошла брже до друге мање ћелије и прогутала је, или пак као тактика за бег од друге ћелије, или за брже кретање на мапи. Подељене ћелије се на крају спајају назад у једну ћелију. Поред храњења вируса, играчи могу да избаце (отпусте) и мали део своје масе да би нахранили друге ћелије — потез који се обично сматра као намера тимског деловања односно сарађивања са другим играчем. Ово је могуће урадити притискањем типке W. Играч исто тако може да отпусти масу да завара непријатеље како би се приближили. Када непријатељска ћелија дође довољно близу, играч може да подели своју ћелију да поједе плен који је намамио.

## Развој
Излазак игре Agar.io је 27. априла 2015. на имиџборд веб-сајту 4chan објавио Матеус Валадарес, тада 19-годишњи бразилски девелопер. Написана на језицима Јаваскрипт и C++, игра је развијена за неколико дана. Оригинално није имала име, а корисници су морали да се повежу на Валадаресову IP адресу да би играли. Име Agar.io је сугерисао анонимни корисник 4chan, пошто су друга имена домена као што је cell.io већ била (за)узета. Валадарес је наставио да ажурира и додаје нове функције у игру, као што је систем искуства (XP) и „експериментални” мод игре направљен за сврхе тестирања експерименталних могућности. Једну недељу касније, Agar.io је ушао у Стим гринлајт, а Валадарес је објавио будућу фри-ту-плеј (F2P) верзију игре за преузимање. Планирао је да у Стим верзију инкорпорира могућности које нису доступне у браузер верзији, укључујући додатне модове игре, различите стилове, те систем налога. Стављање на списак за Стим одобрено је због интереса заједнице.
Дана 24. јула 2015, Миниклип је објавио мобилну верзију Agar.io за iOS и Андроид. Серхио Варанда, главни на мобилном одељењу у Миниклипу, објаснио је да је примарни циљ мобилне верзије био да се „рекреира искуство играња” на мобителу, наводећи изазове при поновном стварању игре с тачскрин контролама.

## Критика
Agar.io је игра која је након изласка добила позитиван критички пријем. Посебна похвала је била за једноставност, компетитивност и механику играња. Engadget је игру описао као „добру апстракцију свирепог такмичења у опстанку најспособнијих који ви понекад видите на микроскопском нивоу”. Toucharcade је похвалио једноставност, стратешки елемент, те „персоналност”.
Негативна критика је углавном била усмерена на репетитивност и контроле код мобилне верзије. Том Кристијансен који пише за Gamezebo имао је помешане ставове, изјавивши да му „ништа није привукло пажњу” и да је игра „свеукупно, веома репетитивна”. Pocket Gamer, дајући рецензију мобилне верзије, описао је њене контроле као „пливајуће”.
Пошто је учестало пропагирана кроз друштвене медије и приказивана на платформи Twitch.tv и сајту Јутјуб, игра Agar.io је брзо доживела успех. Веб-сајт agar.io (за браузер верзију) Alexa је рангирао као један од 1.000 најпосећенијих веб-сајтова, а мобилне верзије су преузете више од десет милиона пута током прве недеље од објављивања. Током 2015, Agar.io је била игра највише пута претражена на Гуглу. Била је ово друга на Гуглу најпретраживанија игра у САД за 2016. годину.
Agar.io је игра која се нашла (укључујући неке детаље из гејмплеја, те снимак стварног играња) у „Поглављу 48” Нетфликсове ТВ серије Кућа од карата (енгл. House of Cards). Гејмплеј је поређен с вођењем председничке кампање.

### Политичка говорница
Током кампања на Општим изборима у Турској јуна 2015, Agar.io се у Турској користио као медијум политичке адвокатуре; многи играчи су називали своје ћелије по турским политичким партијама и референцама, при чему су се формирали и савези између играча са сличним политичким погледима који су се борили против других играча са супротним погледима. Неке политичке партије су користиле Agar.io у постерима кампања као симбол подршке.